# Munich Challenger 1987
Il Munich Challenger 1987 è stato un torneo di tennis facente parte della categoria ATP Challenger Series nell'ambito dell'ATP Challenger Series 1987. Il torneo si è giocato a Monaco di Baviera in Germania dal 23 al 29 novembre 1987 su campi in sintetico ndoor.

## Vincitori

### Singolare
Leif Shiras ha battuto in finale  Diego Nargiso con il punteggio di 7–6, 6–4

### Doppio
Tony Mmoh /  Roger Smith hanno battuto in finale  Leonardo Lavalle /  Diego Nargiso con il punteggio di 7–6, 6–4